# Xylocopa langi
Xylocopa langi är en biart som först beskrevs av Leveque 1928.  Xylocopa langi ingår i släktet snickarbin, och familjen långtungebin. Inga underarter finns listade i Catalogue of Life.